# Boruta-Zachem
Boruta-Zachem, Boruta-Zachem S.A. – polskie przedsiębiorstwo chemiczne z siedzibą w Bydgoszczy.
Na terenie byłej fabryki materiałów wybuchowych w Bydgoszczy powstał Zakład Chemiczny Organika-Zachem z Wydziałem Produkcji Barwników.
Zmieniające się warunki rynkowe w Zakładzie w Bydgoszczy wdrożono wytwarzanie pigmentów oraz rozjaśniaczy optycznych. Firma łączy się też ze zlikwidowaną „BORUTĄ”, która produkowała barwniki od 1894 do 2000 roku w Zgierzu.
Boruta-Zachem składa się z 3 wydziałów:
- Boruta-Zachem Kolor – produkcja barwników, pigmentów, rozjaśniaczy optycznych i innych środków chemicznych
- Boruta-Zachem Biochemia – produkcja biosurfaktantów, kosmetyków, środków czystości
- Boruta-Zachem Badania i Rozwój – prowadzenie projektów naukowych